# كأس الأمير 1961–62
بدأت بطولة كأس الأمير الأولى في يوم 1 يناير 1962، وقد شارك في البطولة 7 فرق.

## الفرق المشاركة
- نادي العربي الكويتي
- نادي القادسية الكويتي
- نادي الكويت
- شؤون النفط
- الشرطة والأمن العام
- فريق شركة نفط الكويت
- شركة النفط الأمريكية

## الدور التمهيدي
- 1 يناير 1962 : نادي القادسية الكويتي × شؤون النفط (2:9)
- 2 يناير 1962 : نادي العربي الكويتي × الشرطة والأمن العام (5:7)
- 3 يناير 1962 : نادي الكويت × فريق شركة نفط الكويت (0:3)

## الدور الربع نهائي
- 5 يناير 1962 : شركة النفط الأمريكية × نادي القادسية الكويتي (4:1)
- 6 يناير 1962 : نادي العربي الكويتي × نادي الكويت (2:3)

## النهائي
- 10 يناير 1962 : نادي العربي الكويتي × نادي القادسية الكويتي (1:7)

سجل أهداف العربي :
- عبد الرحمن الدولة (3)
- عبد الرزاق العوضي (2)
- إبراهيم سمارة
- محمد صغير

سجل هدف القادسية :
- خليفة الشطي

## لقطات من البطولة
- سجل خليفة الشطي أول هدف فيي كأس الأمير وكان في مرمى شؤون النفط.
- أكثر مباراة تم تسجيل فيها أهداف هي مباراة نادي العربي الكويتي والشرطة والأمن العام.
- أدار المباراة النهائية الحكم أحمد مهنا.
- أكثر لاعب يسجل أهداف في مباراة واحدة هو خليفة الشطي، وقد سجل 5 أهداف في مرمى شؤون النفط.
- هداف البطولة هو خليفة الشطي برصيد 9 أهداف.